# Тенрейро Монтенегро, Хоакин
Хоакин Тенрейро Монтенегро-и-де-ла-Ос, виконт Баньобре, первый граф Виго (исп. Joaquín Tenreiro Montenegro y de la Hoz, I conde de Vigo, Vizconde de Bañobre; 1758, Санта-Мария-де-Кастро, ныне муниципалитет Миньо — 1834) — испанский государственный деятель.
Сын Хуана Габриэля Тенрейро Монтенегро, судьи апелляционного королевского суда Майорки и Барселоны. В марте 1809 года в ходе Пиренейской войны во главе отряда добровольцев отправился из Мадрида в Корунью, чтобы принять участие в освобождении от французов Виго и окрестностей. В сентябре 1810 года был избран депутатом Кадисских кортесов от города Сантьяго-де-Компостела; затем кортесы аннулировали его мандат, однако в 1813 году он был избран повторно. В 1818 году в связи с заслугами в освобождении Виго от наполеоновской армии был удостоен титула графа Виго, который после его смерти перешёл к его племяннику Антонио Тенрейро Монтенегро.